# Mark Wood (Cricketspieler)
Mark Andrew Wood (* 11. Januar 1990 in Ashington, Vereinigtes Königreich) ist ein englischer Cricketspieler, der seit 2015 für die englische Nationalmannschaft spielt.

## Kindheit und Ausbildung
Mit 18 verbrachte er auf Empfehlung des ehemaligen Nationalspielers Stephen Harmison eine Zeit in Australien.

## Aktive Karriere

### Anfänge in der Nationalmannschaft
Wood begann seine Karriere im Minor County Northumberland, bevor er 2011 nach Durham wechselte. Sein Debüt in der Nationalmannschaft gab er bei einem ODI in Irland im Mai 2015. Kurz darauf gab er auf der Tour gegen Neuseeland ebenfalls sein Debüt im Test- und Twenty20-Cricket. In seinem ersten Test erreichte er 3 Wickets für 93 Runs, bevor er im zweiten Spiel der Serie 3 Wickets für 97 Runs erzielte. In seinem ersten Twenty20 gelangen ihm 3 Wickets für 26 Runs. Zum Ende der Saison spielte er in der Test-Serie gegen Australien und konnte dabei im dritten Test 3 Wickets für 69 Runs erreichen. Im Oktober erreichte er dann in der Test-Serie gegen Pakistan 3 Wickets für 39 Runs. Jedoch brach vor dem dritten Test der Serie seine chronische Knöchelverletzung wieder auf, die ihn zur Abreise zwang. Daraufhin wurde er am Knöchel operiert, die ihn für einige Zeit aussetzen ließ. Jedoch war diese nicht ausreichend, und so musste er ein halbes Jahr später erneut operiert werden. Im August 2016 war er bei der Tour gegen Pakistan wieder im Team und erzielte dabei 3 Wickets für 46 Runs. Jedoch hatte er am Ende der Saison abermals Knöchelprobleme, die ihn aussetzen ließen und aufgrund dessen er ein drittes Mal operiert werden musste.
Im Sommer 2017 konnte er bei der ICC Champions Trophy 2017 gegen Australien 4 Wickets für 33 Runs erzielen. Im Verlauf des Sommers musste er dann auf Grund einer Hackenverletzung auf Spiele verzichten, da er nach eigenen Aussagen vergessen hatte die Einlagen in seinen Schuhen vor dem Spiel auszutauschen. Bei der 
Tour in Neuseeland im März 2018 gelang ihm sein erstes internationales Half-Century mit 52 Runs. Im Februar 2019 reiste er mit dem Team in die West Indies. Dort konnte er im dritten Test 5 Wickets für 41 Runs erreichen und wurde dafür als Spieler des Spiels ausgezeichnet. In den ODIs folgten dann 4 Wickets für 60 Runs, während er in den Twenty20s 3 Wickets für 9 Runs erzielte.

### Gewinn von zwei Weltmeisterschaften
Im Sommer 2019 war er Teil des Teams für den Cricket World Cup 2019. Dort gelangen ihm zunächst 3 Wickets für 18 Runs gegen die West Indies. Im weiteren Verlauf der Vorrunde folgten 3 Wickets für 40 Runs gegen Sri Lanka und 3 Wickets für 34 Runs gegen Neuseeland. Auch erhielt er Einsatz im Halbfinale und Finale und konnte dabei jeweils ein Wicket zum letztendlichen Titelgewinn beitragen. Während er schon vor und während des Turniers weiterhin gesundheitliche Probleme hatte, musste er nach diesem abermals operiert werden und fiel den Rest der Saison aus. Bei der Tour in Südafrika im Januar 2020 gelangen ihm nach 3 Wickets für 32 Runs im dritten Test 5 Wickets für 45 Runs und 4 Wickets für 54 Runs im vierten. Für letzteres wurde er als Spieler des Spiels ausgezeichnet. Im September 2020 erreichte er 3 Wickets für 54 Runs in den ODIs gegen Australien. Bei der Test-Serie in Sri Lanka gelangen ihm 3 Wickets für 84 Runs im Januar 2021. Bei der Tour in Indien im März konnte er dann in ODIs (3/34) und Twenty20s (3/31) jeweils ein Mal drei Wickets erzielen.
Im Sommer 2021 erreichte er zunächst im ersten Test gegen Neuseeland 3 Wickets für 81 Runs. Im weiteren Verlauf erzielte er gegen Indien dann 3 Wickets für 51 Runs. Im November hatte er zwei Einsätze beim ICC Men’s T20 World Cup 2021, konnte jedoch kein Wicket erzielen. Bei der Ashes-Serie in Australien erreichte er im Dezember dann zunächst im ersten Test 3 Wickets für 85 Runs. Im abschließenden fünften Test gelangen ihm dann im ersten Innings 3 Wickets für 115 Runs und im zweiten 6 Wickets für 37 Runs erzielen. Im Frühjahr musste er sich dann einer Operation an seinem Ellenbogen unterziehen und fiel so für Monate aus. Im September erreichte er dann in den Twenty20s in Pakistan zwei Mal drei Wickets (3/24 und 3/20). In der Vorbereitung für die Weltmeisterschaft folgten erneut drei Wickets (3/34) in den Twenty20s in Australien. Beim ICC Men’s T20 World Cup 2022 erzielte er dann gegen Irland (3/34) und Sri Lanka (3/26) je drei Wickets. Das Team zog ins Finale ein, wo er gegen Pakistan zwei Wickets (2/35) zum Titelgewinn beitrug.

### Bis heute
Nach dem Turnier folgte die Test-Serie in Pakistan, bei dem ihm im zweiten Test 4 Wickets für 65 Runs gelangen. Im Sommer 2023 folgte die Ashes-Series gegen Australien, wo er im dritten Test fünf (5/34) erzielte, wofür er als Spieler des Spiels ausgezeichnet wurde. Im vierten Spiel der Serie erreichte er dann ein weiteres Mal drei Wickets (3/27). Als Teil des Kaders beim Cricket World Cup 2023 erzielte er je zwei Wicket gegen Afghanistan (2/50) und Australien (2/70) und 43* Runs gegen Südafrika, doch verlor das Team alle drei Spiele. Er erhielt daraufhin einen zentralen Vertrag vom englischen Verband über drei Jahre. Im Februar erreichte er beim dritten Test in Indien vier Wickets (4/114). Er wurde für den ICC Men’s T20 World Cup 2024 nominiert und konnte dort gegen den Oman 3 Wickets für 12 Runs erzielen.